# Bojan Jokić
Bojan Jokić (ur. 17 maja 1986 w Kranju) – słoweński piłkarz występujący na pozycji obrońcy.

## Kariera klubowa
Bojan Jokić zawodową karierę rozpoczynał w 2003 roku w klubie ND Triglav Kranj. W debiutanckim sezonie rozegrał dla niego 28 meczów w drugiej lidze, natomiast w kolejnych rozgrywkach wystąpił w 29 ligowych pojedynkach. Latem 2005 roku Jokić przeniósł się do zespołu ND Gorica i już w pierwszym sezonu występów w nowej drużynie sięgnął po tytuł mistrza kraju. Podczas rozgrywek 2006/2007 ND Gorica w ligowej tabeli uplasowała się na drugiej pozycji tracąc siedemnaście punktów do NK Domžale. Przez dwa sezony spędzone w Novej Goricy Jokić rozegrał w pierwszej lidze 65 meczów i strzelił jednego gola.
7 czerwca 2007 roku Jokić podpisał czteroletni kontrakt z FC Sochaux, gdzie spotkał swojego byłego kolegę z ND Gorica – Valtera Birsę. W Ligue 1 Jokić zadebiutował 4 sierpnia w zremisowanym 0:0 pojedynku z Paris Saint–Germain. W sezonie 2007/2008 słoweński obrońca zanotował łącznie 17 występów, a ekipa z Montbéliard w końcowej tabeli zajęła 14. miejsce. Rozgrywki 2008/2009 Jokić rozpoczął również jako rezerwowy zawodnik Sochaux. Miejsce w podstawowym składzie miał zapewnione od początku października do końca stycznia. W linii obrony grywał najczęściej razem z Damienem Perquisem, Rabiu Afolabim i Carlão i Jakiem Faty. Od początku sezonu 2009/2010 Jokić praktycznie w ogóle nie pojawiał się na boisku. Podstawowym lewym obrońcą Sochaux został Tunezyjczyk Yassin Mikari.
30 stycznia 2010 roku Słoweniec został wypożyczony na pół roku do Chievo Werona. Po sezonie działacze włoskiego klubu wykupili Jokica z Chievo na stałe.
W lutym 2017 roku, Jokić został zawodnikiem Fk Ufa.

## Kariera reprezentacyjna
W reprezentacji Słowenii Jokić zadebiutował 28 lutego 2006 roku w wygranym 1:0 towarzyskim spotkaniu z Cyprem rozegranym w Larnace. Następnie brał udział w nieudanych dla swojej drużyny eliminacjach do Euro 2008. Następnie razem ze swoim zespołem wywalczył awans do Mistrzostw Świata 2010.